# Nagy-Csikóvár
A Nagy-Csikóvár a Pilis egyik magaslata a Pest vármegyei Pomáz és Szentendre határvidékén. 556 méter magas csúcsát a Pomáztól Dömörkapuig vezető, a környék több hegycsúcsát érintő zöld háromszög jelzésű turistaút érinti, de a térségben számos egyéb látnivaló is található, melyeket jó néhány további turisztikai útvonal is érint. A környék legnépszerűbb turistacélpontjai közé tartozik a Holdvilág-árok és a Lajos-forrás.

## Megközelítése
A Nagy-Csikóvár csúcsát a Pomáz egyik utcájából induló, a zöld jelzésből kiágazó és Szentendre dömörkapui településrészéig vezető – közben a Janda Vilmos-kulcsosház, a Kis-Csikóvár 485 és a Bölcső-hegy 586 méteres csúcsai, valamint az egykori lajosforrási turistaház mellett is elhaladó – zöld háromszög jelzésű turistaút érinti. A hegytömb területén azonban számos további turistaút és erdészeti út is húzódik, melyek többek közt a környéken található turistaházakat (Csikóváraljai turistaház, Kő-hegyi menedékház, Janda Vilmos-kulcsosház stb.), forrásokat (Gyopár-forrás, Géza-forrás stb.) és más turisztikai célpontokat is érintik.

## Vízrajza
A Csikóvárak területén több olyan, kisebb-nagyobb lefolyástalan terület található, ahol sajátságos hegyvidéki vizes élőhelyek, itteni elnevezésükkel tólakok alakultak ki. A Nagy-Csikóvár csúcsától déli irányban két ilyen, jelentősebb kiterjedésű, változó vízjárású vizes élőhely terül el, ezek közül a nagyobbik – a kettő közül délkeletebbre fekvő – több térképen a Csikóvári-tó nevet viseli, míg a másikat a turistatérképek általában névtelennek jelölik.